# Furfooz
Furfooz [fyʀfo] (en wallon Furfô) est un petit village wallon d'environ 150 habitants près de Dinant en Belgique. Il se situe dans la région du Condroz.
Furfooz est aussi connu pour ses vestiges de la Préhistoire (découverts dans certaines de ses grottes) ainsi que de l'époque romaine.
À ce jour, le parc de Furfooz permet la visite des restes d'un ancien camp romain dominant de quelque 100 m d'altitude la Lesse, sur un monticule surnommé la Haute-Racine.
Administrativement parlant, il s'agit d'une section de la ville belge de Dinant située en Région wallonne dans la province de Namur.
C'était une commune à part entière avant la fusion des communes de 1977.

## Étymologie
L'étymologie de Furfooz proviendrait du germain "falis" qui veut dire rocher ("fooz" en serait une déformation), alors que la première partie serait une altération par assimilation, ce qui pourrait amener à penser que le nom du village à l'origine a pu être Curfooz, qui signifie étymologiquement la roche fendue (fractus falisus). Cela pourrait d'ailleurs faire référence aux grottes qui se trouvent aux abords du village.
On trouve aussi d'autre filiations du nom qu'on rattache parfois aux termes germains "hulta", qui signifie "de bois", ou encore "fohr", qui veut dire "de rouvres".

## Géographie
Furfooz est arrosé par le ry des Vaux, affluent de la Lesse.
Le village se situe à une altitude moyenne de 204,21 mètres, avec un point minimal à 160 mètres et un point maximal à 292 mètres.
De nombreuses grottes se trouvent dans la région. Elles se sont formées par un système karstique.

## Démographie
La population de Furfooz est restée à la mesure du village durant l’histoire et de fait, on peut remarquer une certaine stabilité démographique dans le dernier siècle.

### Évolution démographique
- Source: DGS, 1831 à 1970=recensements population, 1976= habitants au 31 décembre

## Histoire

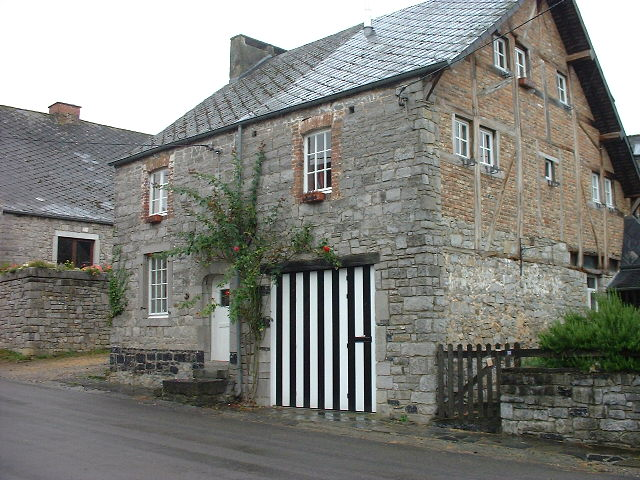
Maison ancienne ayant la pierre calcaire du pays pour principal matériau de construction.

Comme le suggèrent les 18 squelettes retrouvés en 1864 dans les cavernes de Furfooz, le site de Furfooz et de ces alentours a très tôt était peuplé par des peuplades primitives. Parmi les plus célèbres grottes et cavernes de Furfooz, on retrouve le Trou du Frontal (nom donné car au début des fouilles on y a trouvé un os frontal datant probablement de la période préhistorique), le Trou des Nûtons (qui servait d'habitation) et enfin le Trou de la Naulette. Ce dernier est situé à 28 mètres en aplomb de la Lesse, où l'on a retrouvé la célèbre mâchoire de la Naulette qui témoigne de la rudesse de la vie en ces périodes reculées. On a de nombreuses traces matérielles (ossements animaux et humains, outils) de cette occupation qui permettent d'attester d'une occupation du site dès l'âge paléolithique, et durant les époques magdalénienne et néolithique. Cette occupation est très précoce et est le reflet de la richesse en ressource naturelle dans la région à cette époque.
Au troisième siècle, une puissante forteresse est édifiée par les Romains, mais elle est ravagée quelque temps après par les Francs qui occupent le site plus tardivement. On pouvait alors observer à Furfooz des bâtiments équipés d'hypocauste et une nécropole dont le mobilier mortuaire renseigne sur le faste du mode de vie à l'époque mérovingienne.
Ensuite, au Moyen Âge, Furfooz est attesté dès 1280 sous le nom de Forfo, et en 1300 sous le nom de Farfol. Le village était alors une haute vouerie, dépendance des seigneurs de Celles. On observe donc là un contraste avec sa relative importance durant les périodes antérieures. La seigneurie hautaine quant à elle, appartenait à l'abbé de Visé, c'est-à-dire que c'était lui qui été chargé de l'exécution de la haute justice de Furfooz. Furfooz fait alors partie de la principauté de Liège et reste l'apanage de la maison de Beaufort jusqu'à la Révolution française. Sur le territoire actuel de Furfooz, il y avait aussi une autre seigneurie hautaine, celle de Sure qui relevait également de la principauté de Liège, mais qui elle était aux mains de familles patriciennes originaires de Dinant. Se trouvait à Sure un château qui consistait en une tour carrée surmontée d'une flèche, elle-même flanquée de quatre tourelles, qui fut la propriété du baron Rahier de Villatour et de sa famille à partir des années 1690 jusqu'à la Révolution.
À l'aube de la révolution belge, Furfooz comptait 3 fermes et 38 maisons rurales faites de pierre et couvertes d'ardoise ou de chaume. Le village était surtout un village agricole, tourné vers la culture des champs.
En 1905, on a découvert à Furfooz un denier d'argent frappé à Dinant  de Charles le Gros, roi d'Alemanie et de Lotharingie.

## Patrimoine et culture

### Patrimoine architectural et naturel

#### Patrimoine naturel

##### Réserve naturelle de Furfooz
La réserve naturelle de Furfooz est une réserve d'environ 50 hectares, propriété communale mais gérée par l'ASBL Ardenne et Gaume. Cette réserve est visitable par le grand public (entrée payante).
Un parcours de 4 km y est aménagé. L'on peut y voir des thermes romains, de multiples grottes, des points de vue, des richesses naturelles, etc. La réserve est arrosée par la Lesse, affluent de la Meuse. Et elle se situe sur l'interfluve du ri des Vaux et de la Lesse.

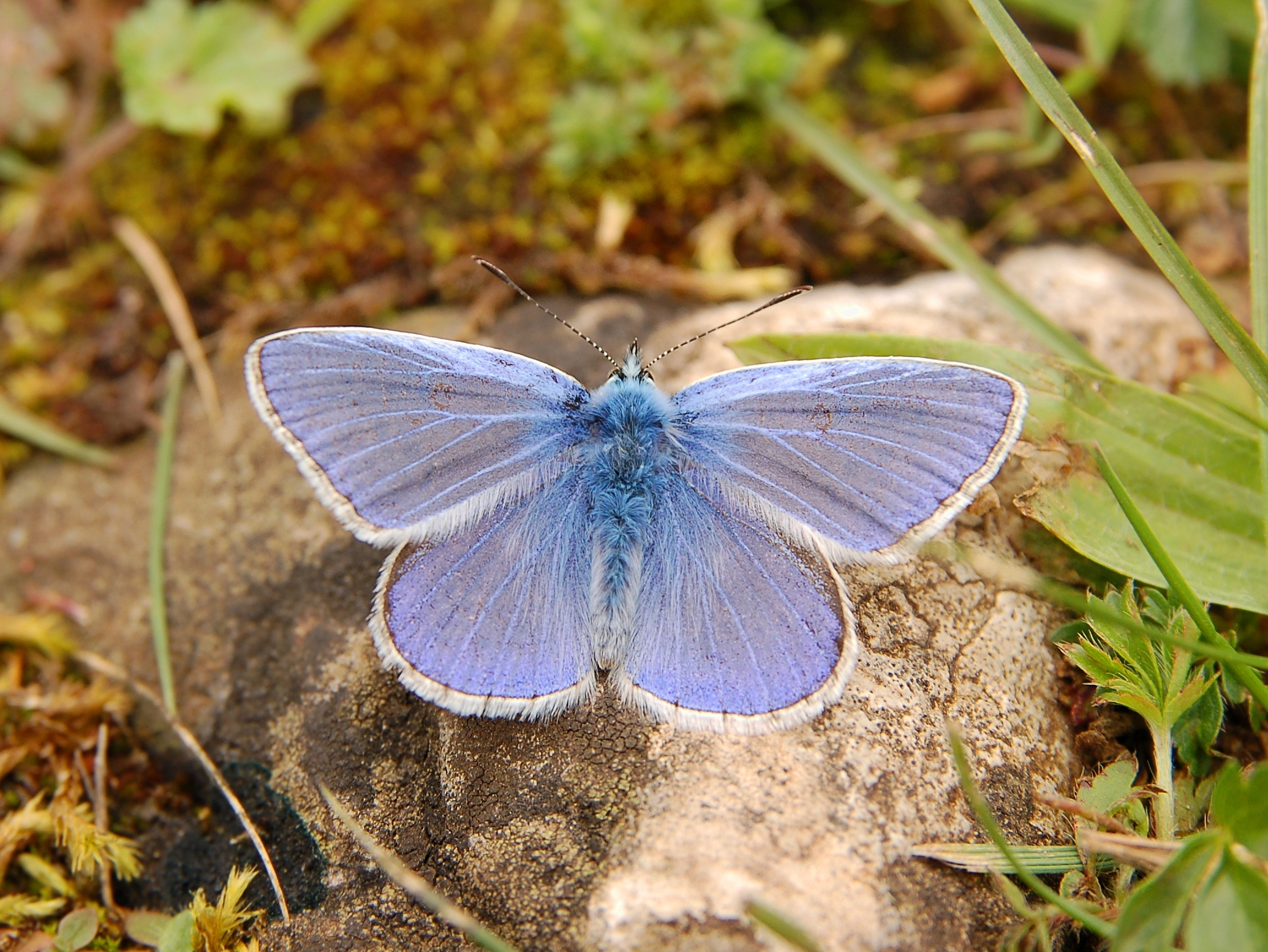
Polyommatus icarus.
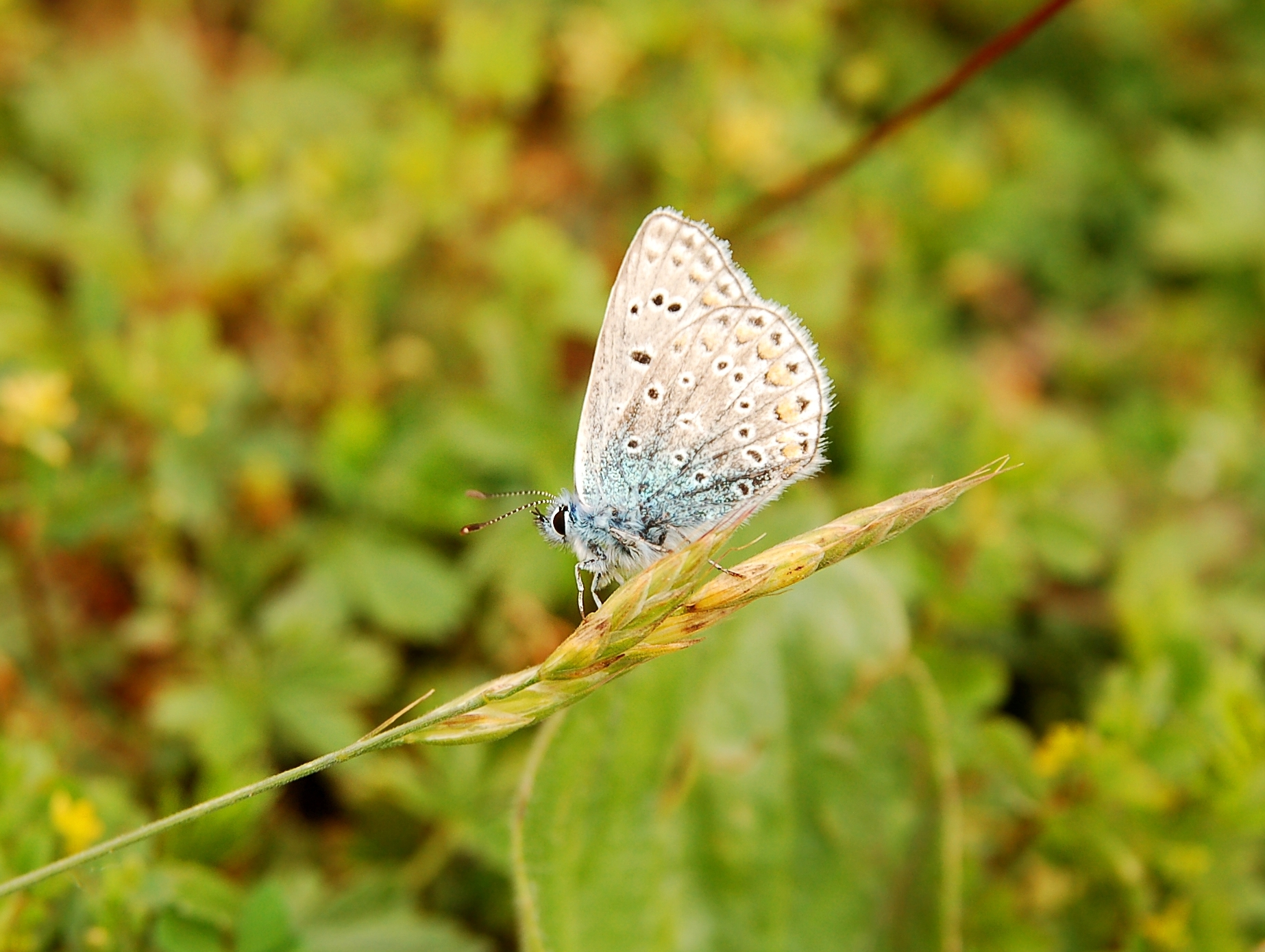
Polyommatus icarus.
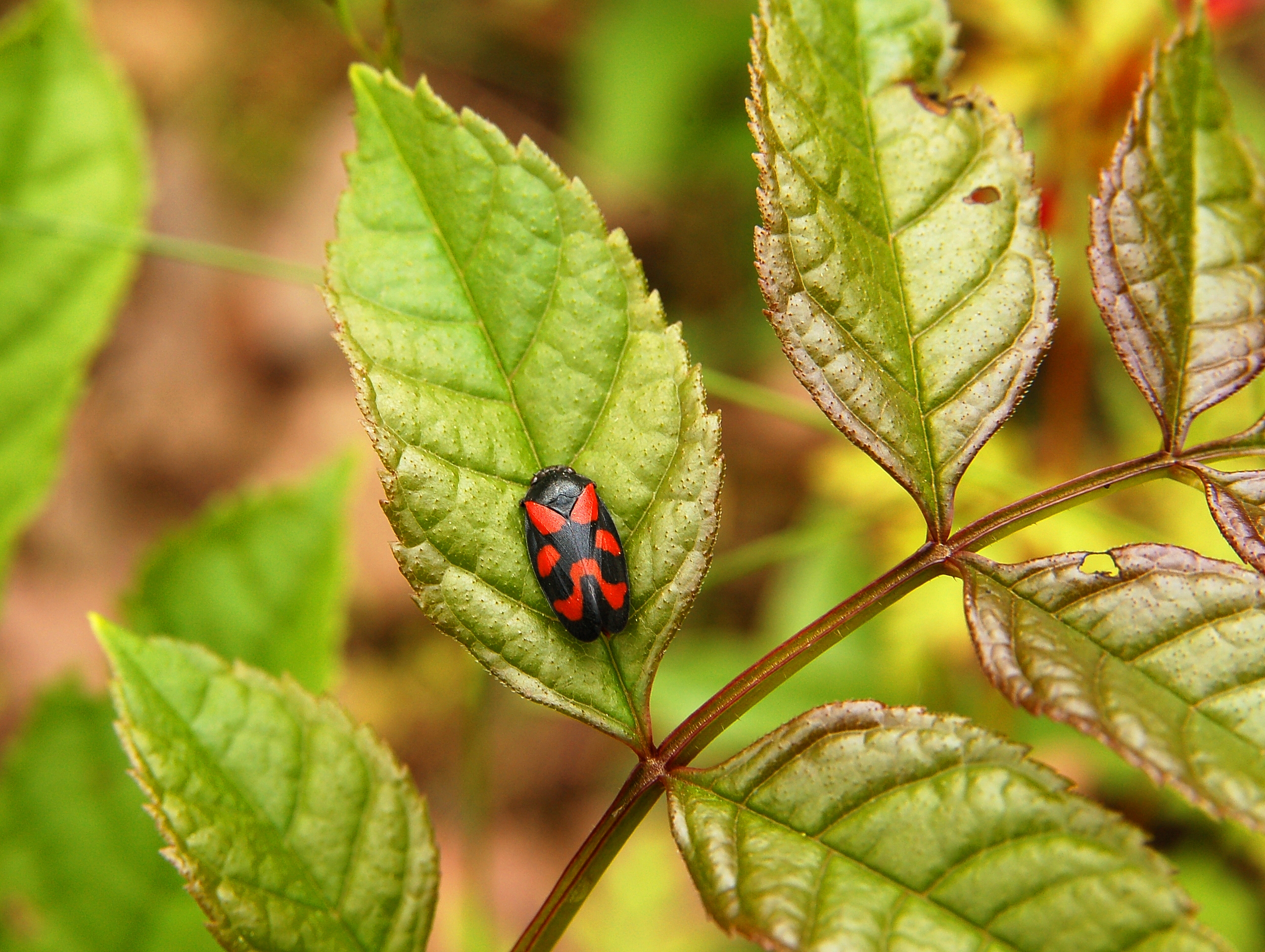
Cercopis Vulnerata.

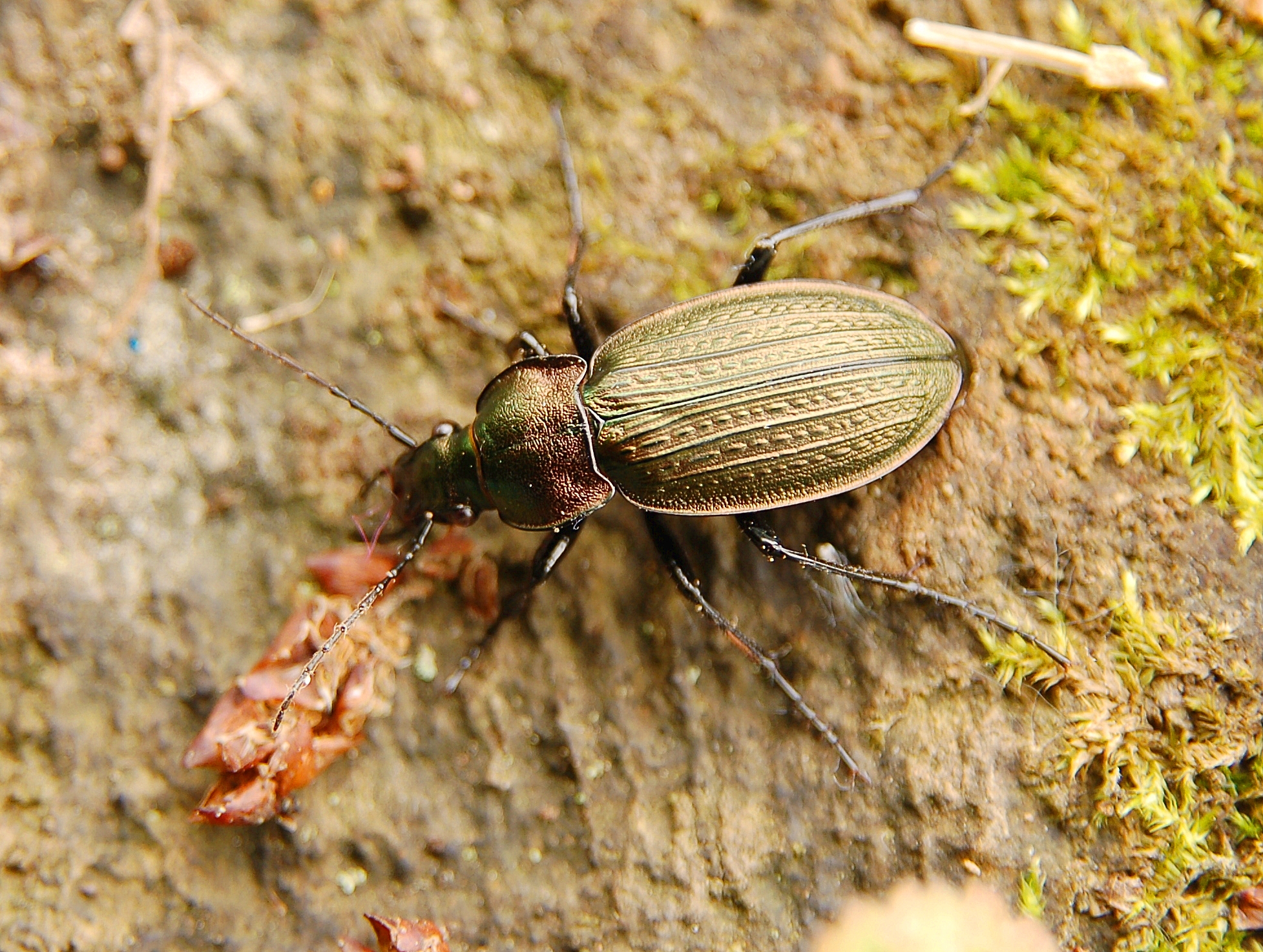
Carabus cancellatus.
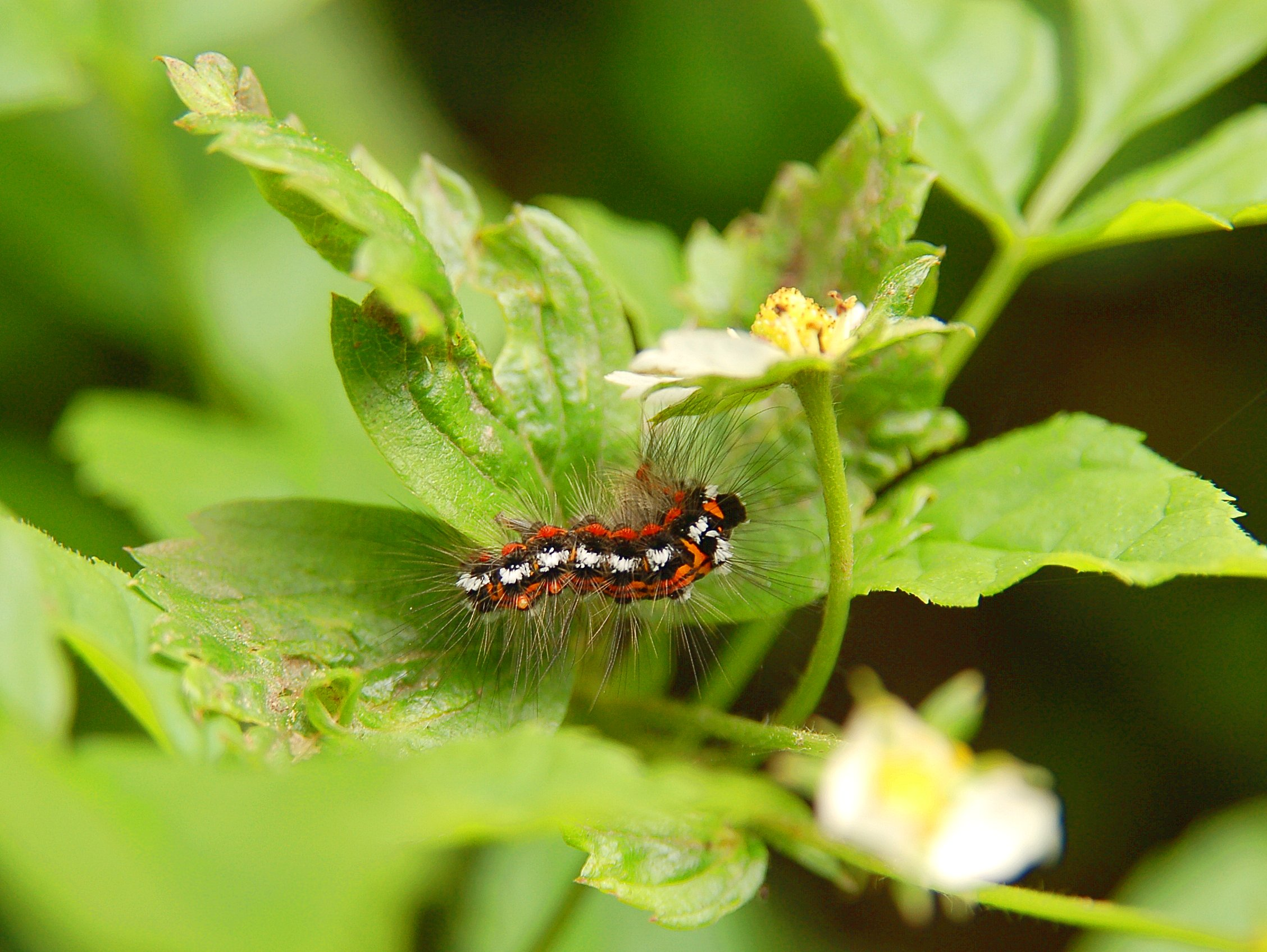
Euproctis Similis.
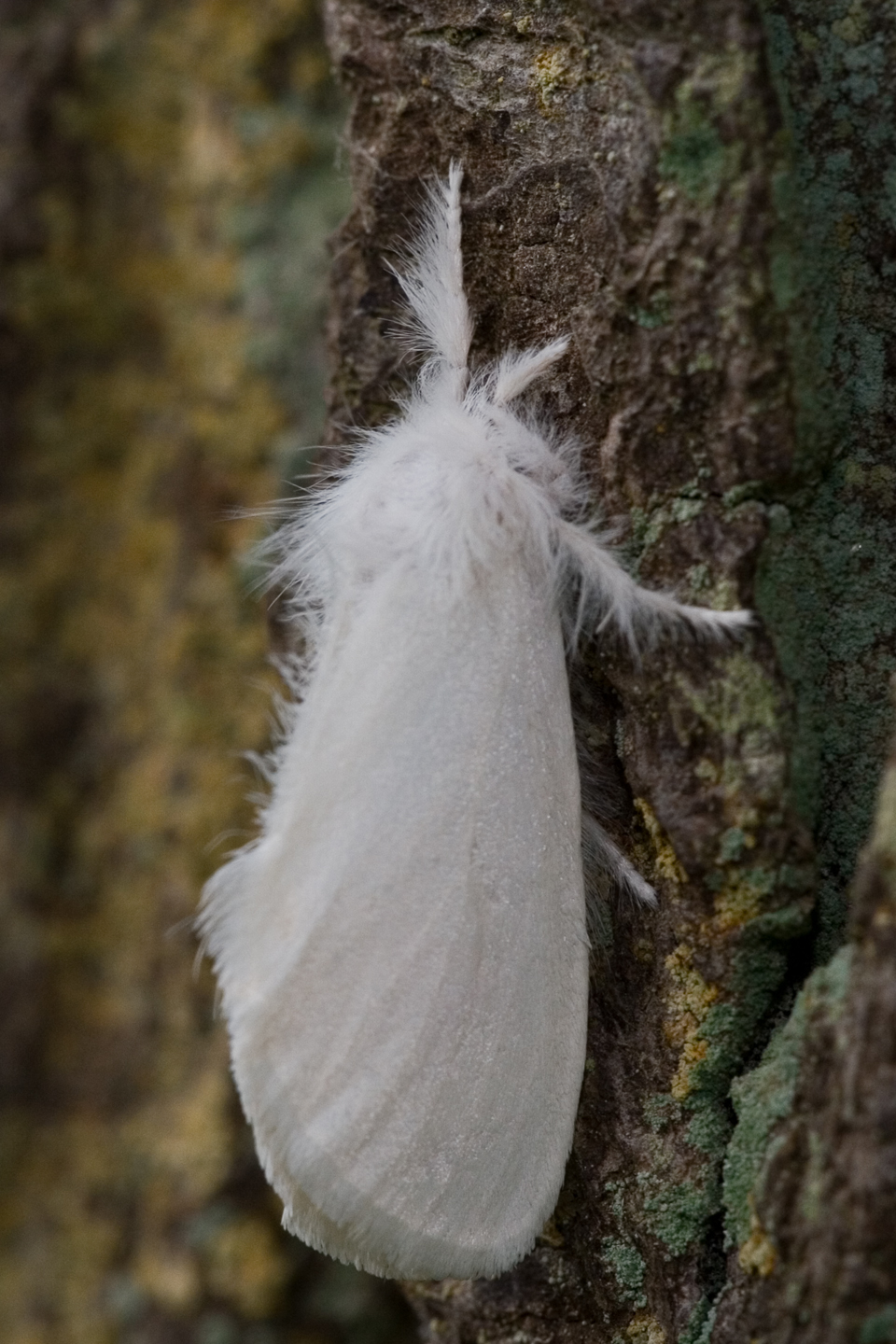
Euproctis Similis.

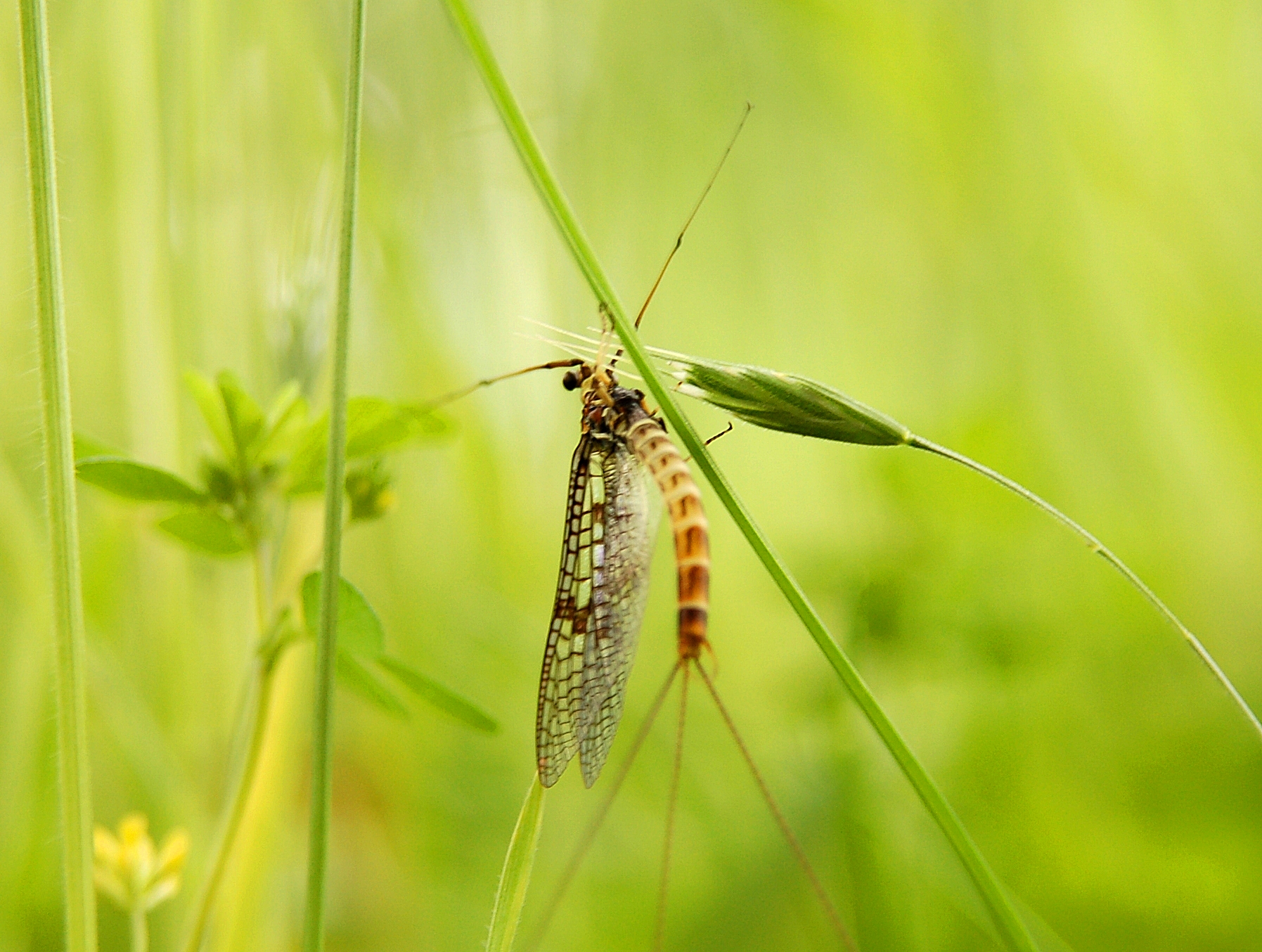
Ephemera danica.
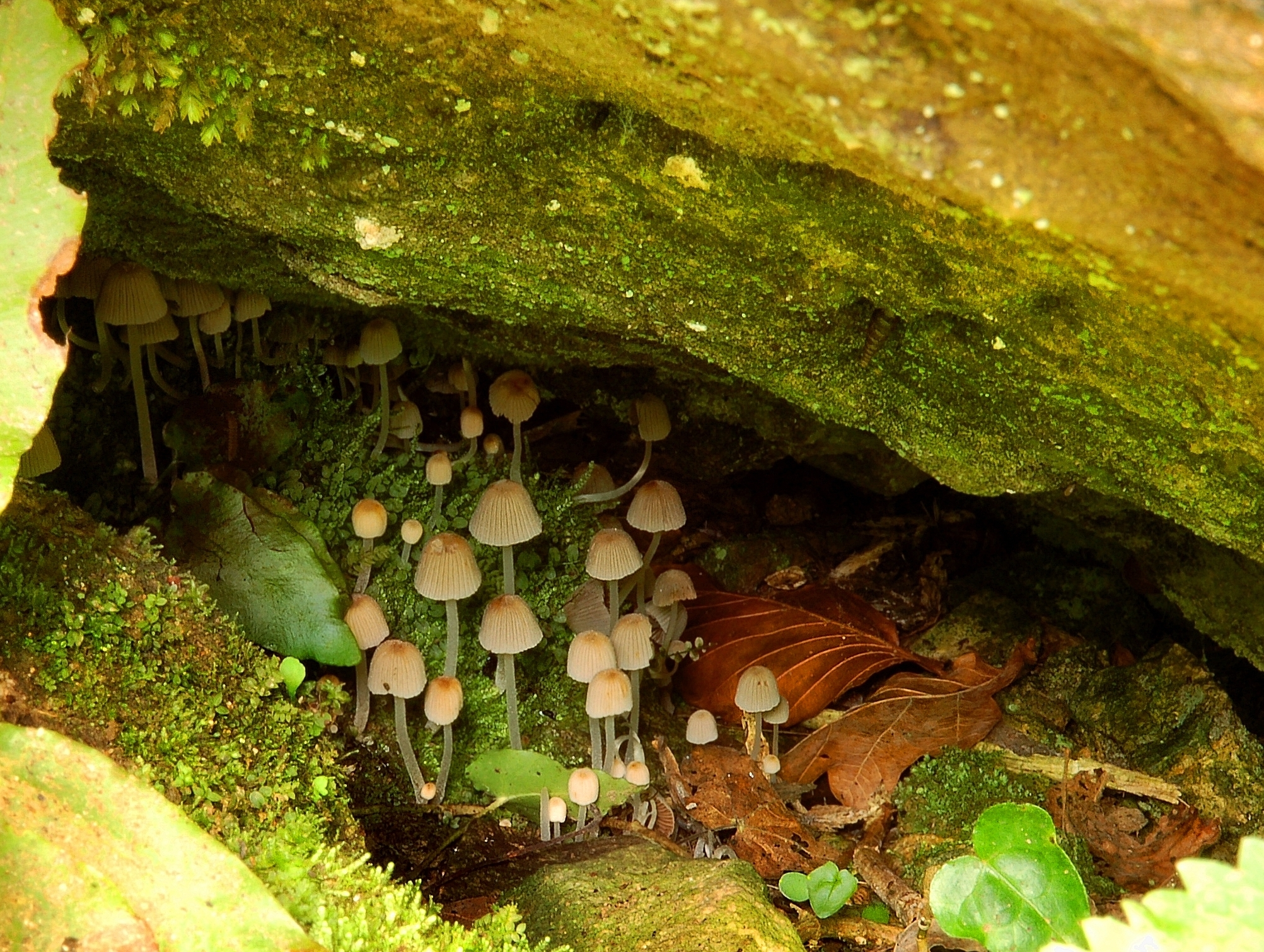
Réserve naturelle de Furfooz.
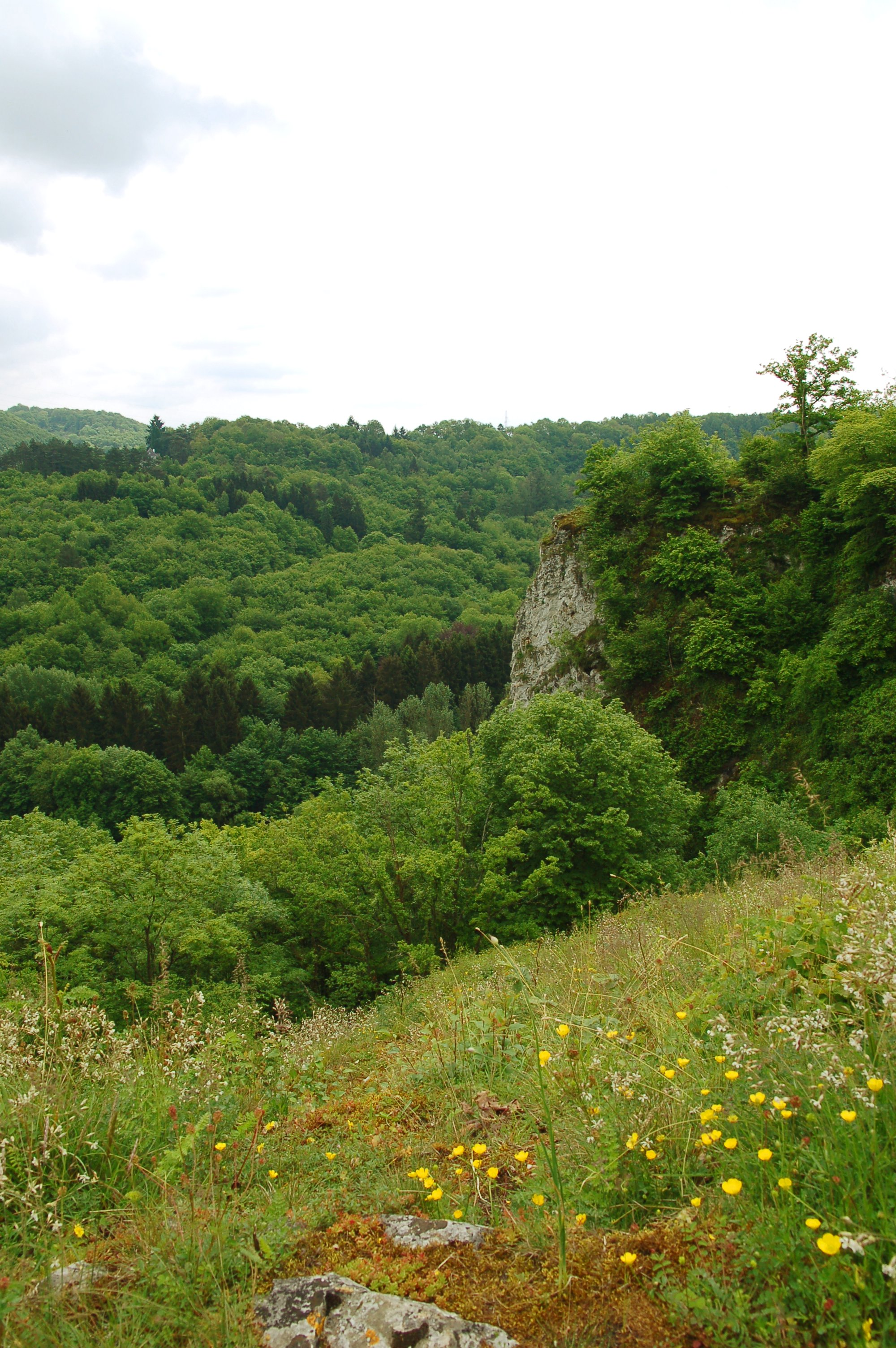
Réserve naturelle de Furfooz.

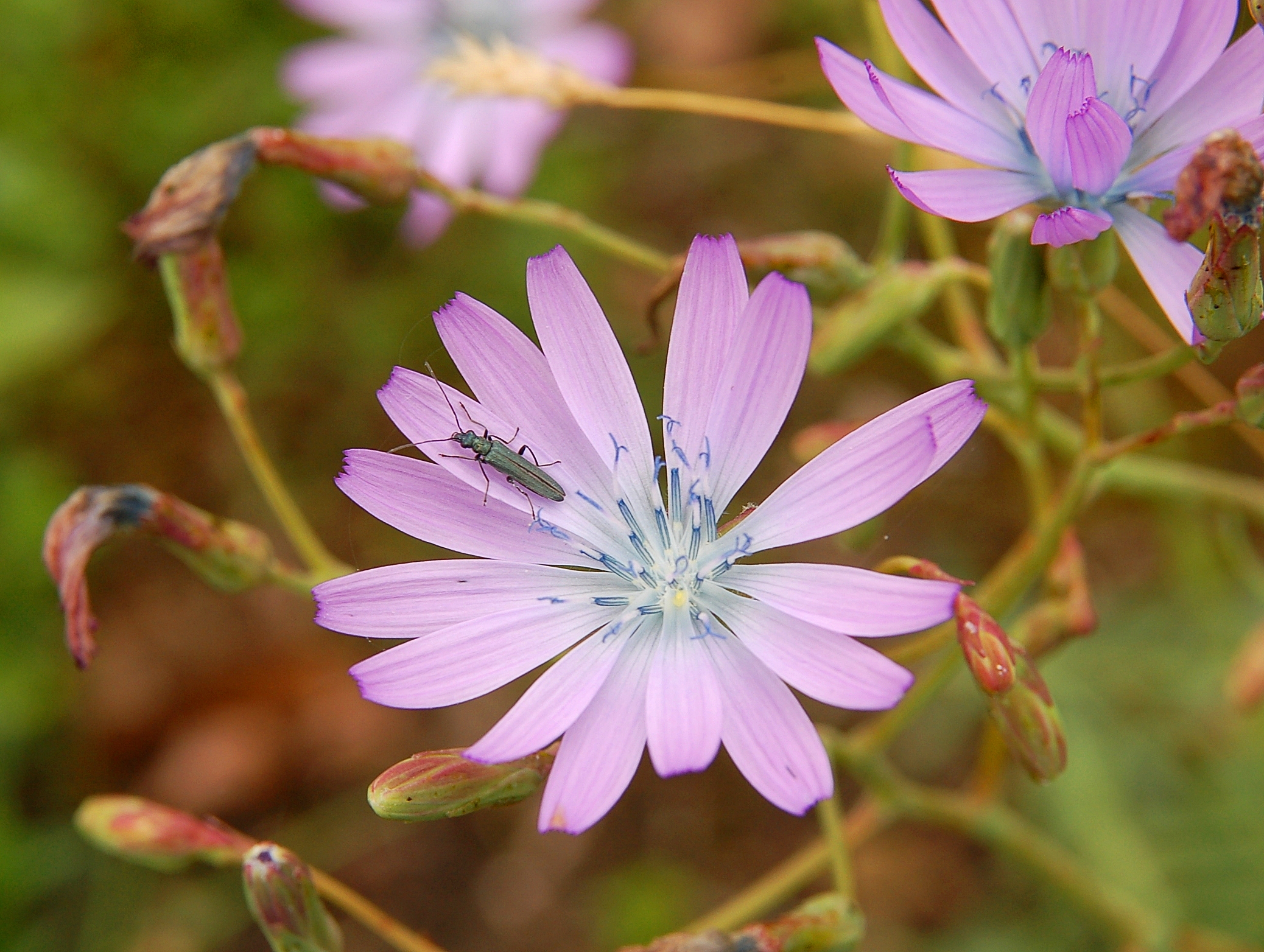
Réserve naturelle de Furfooz.
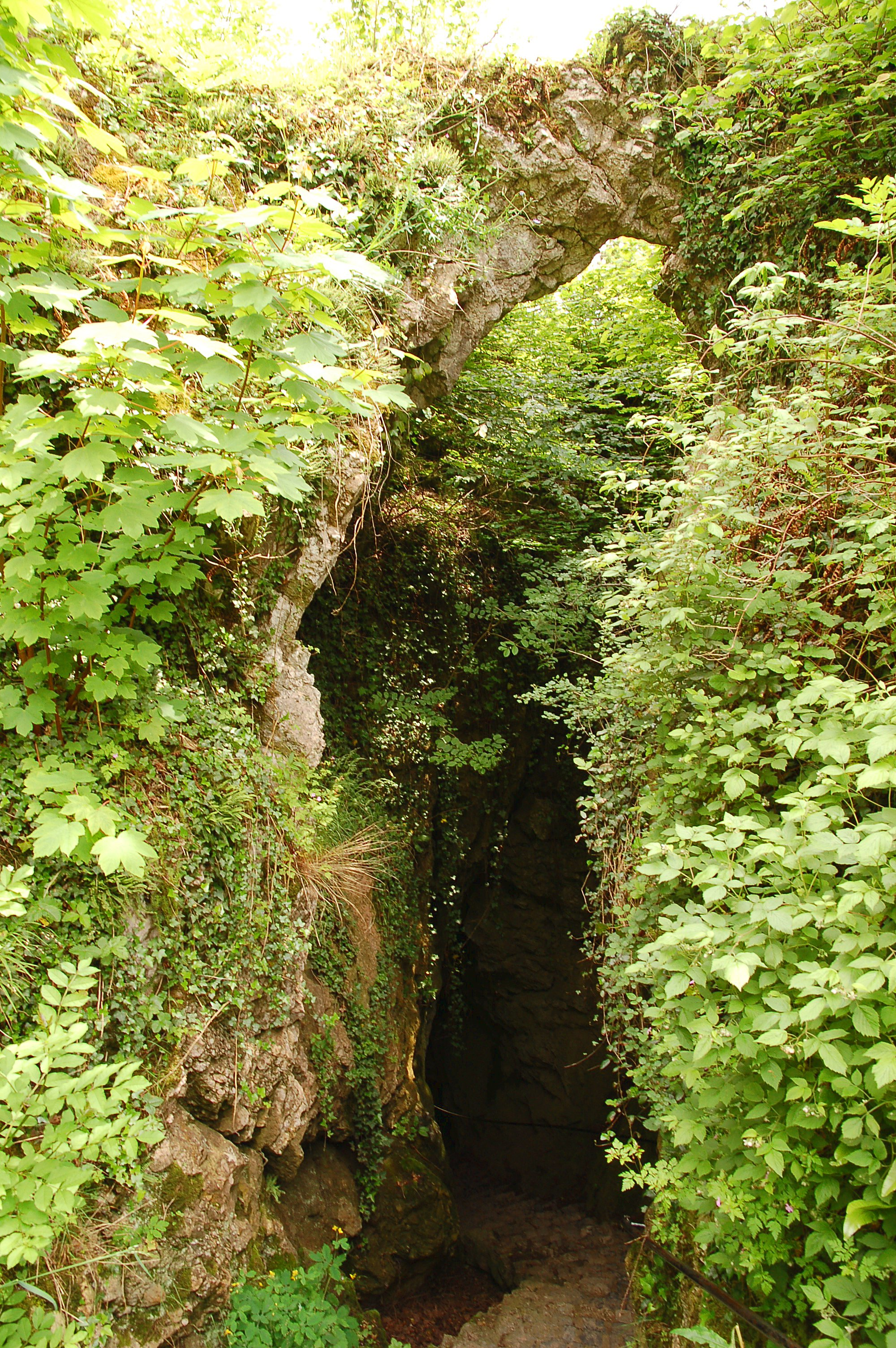
Réserve naturelle de Furfooz.
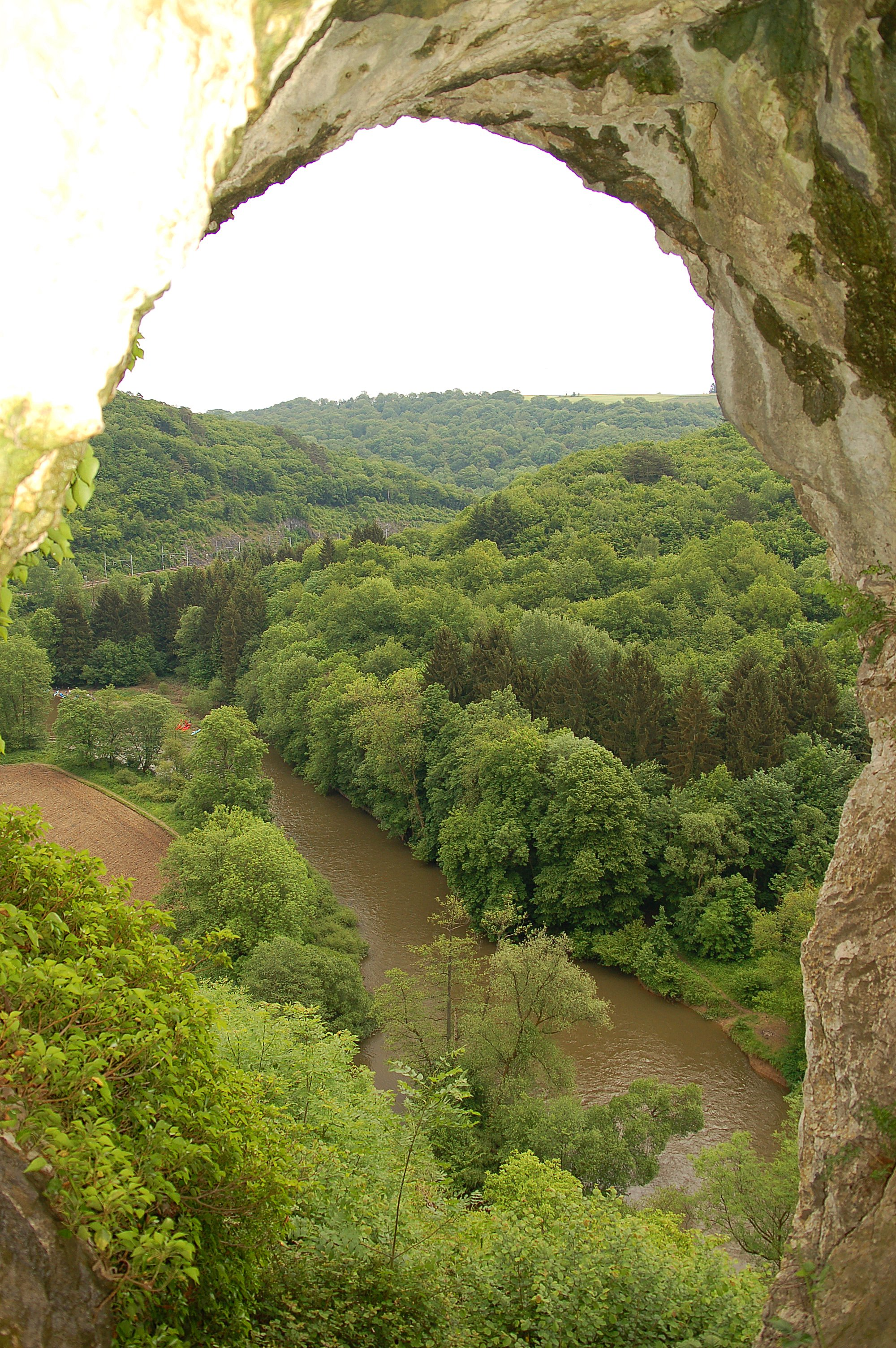
Réserve naturelle de Furfooz.

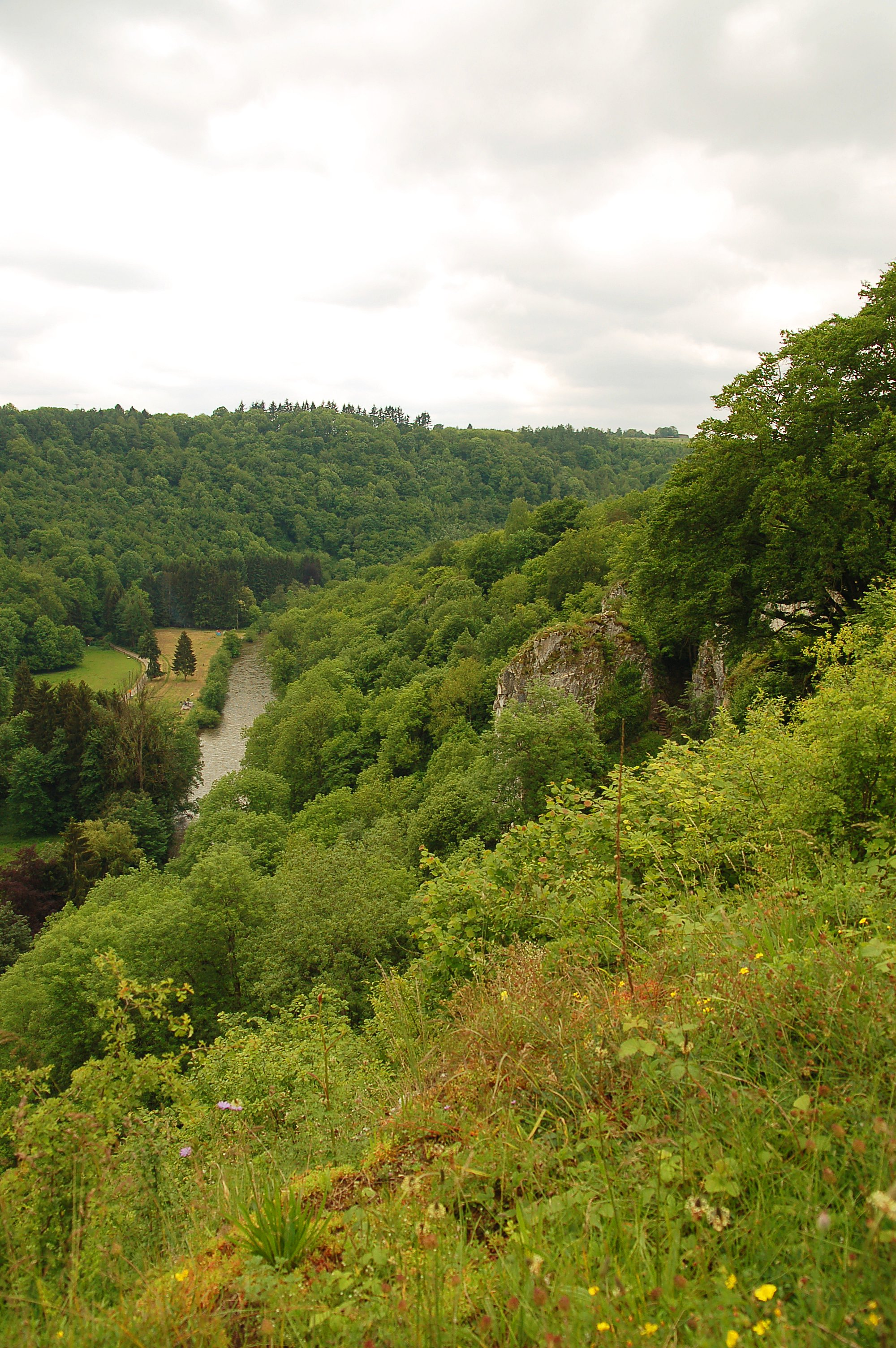
Réserve naturelle de Furfooz.
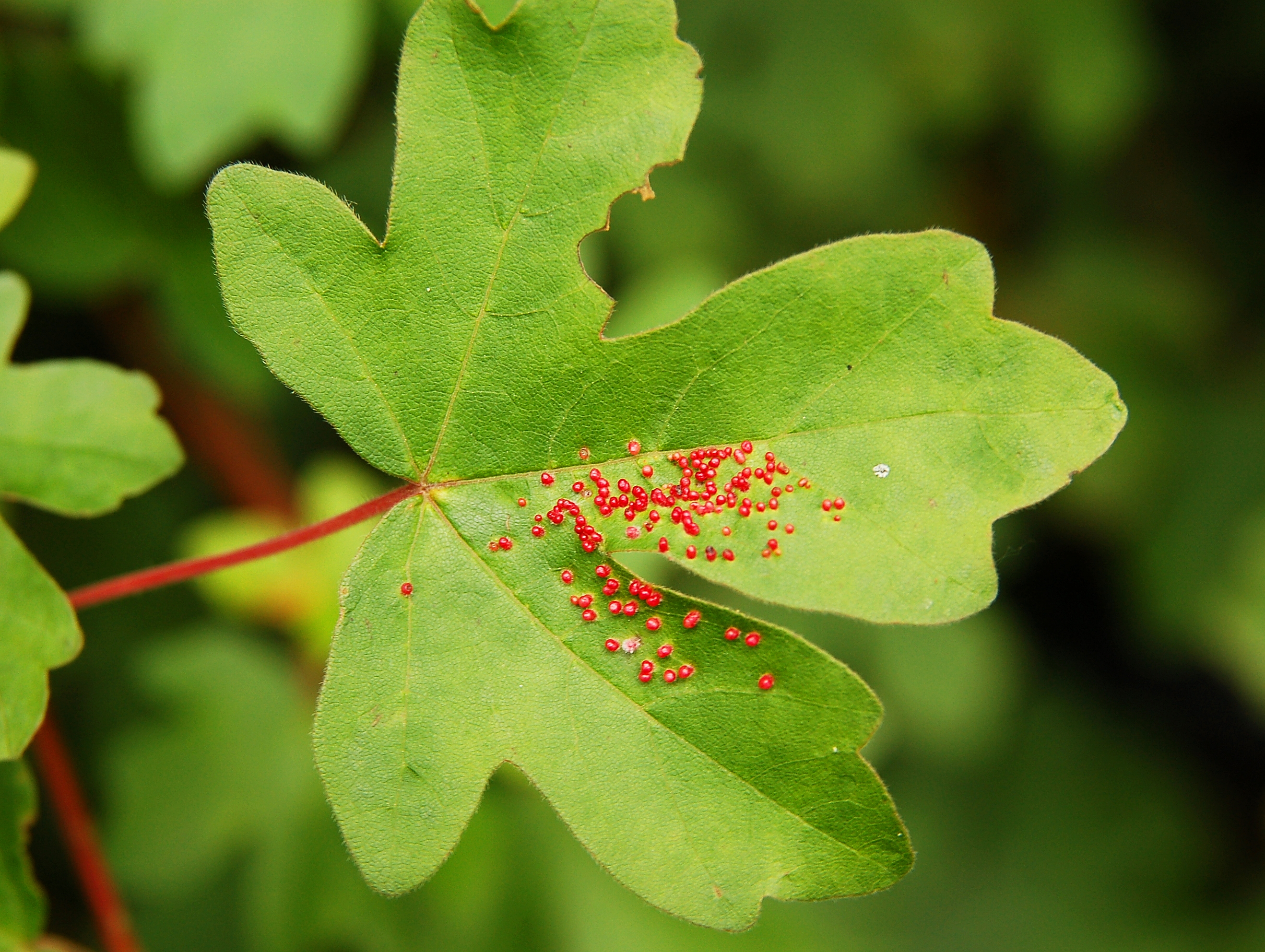
Réserve naturelle de Furfooz.
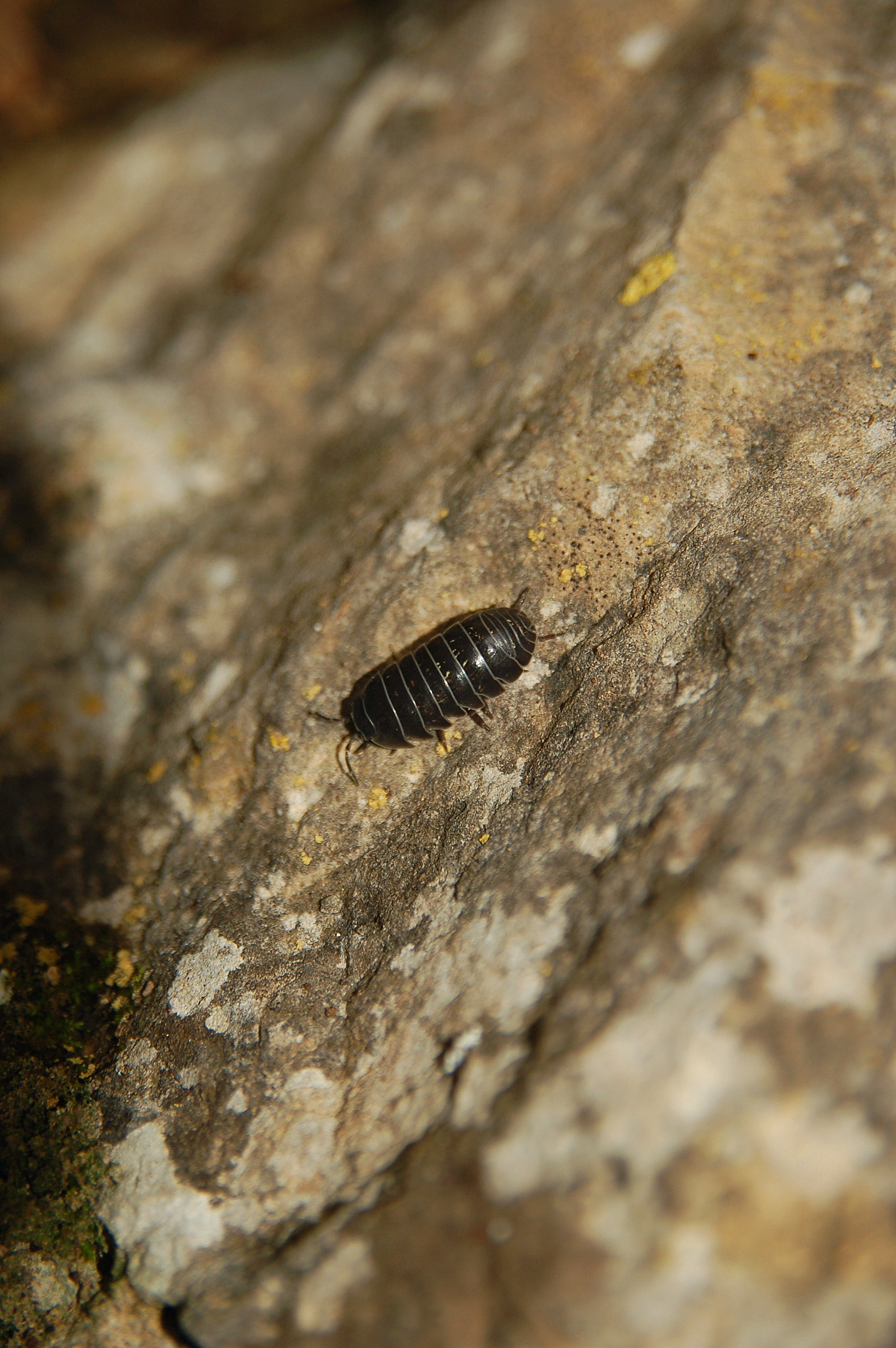
Réserve naturelle de Furfooz.

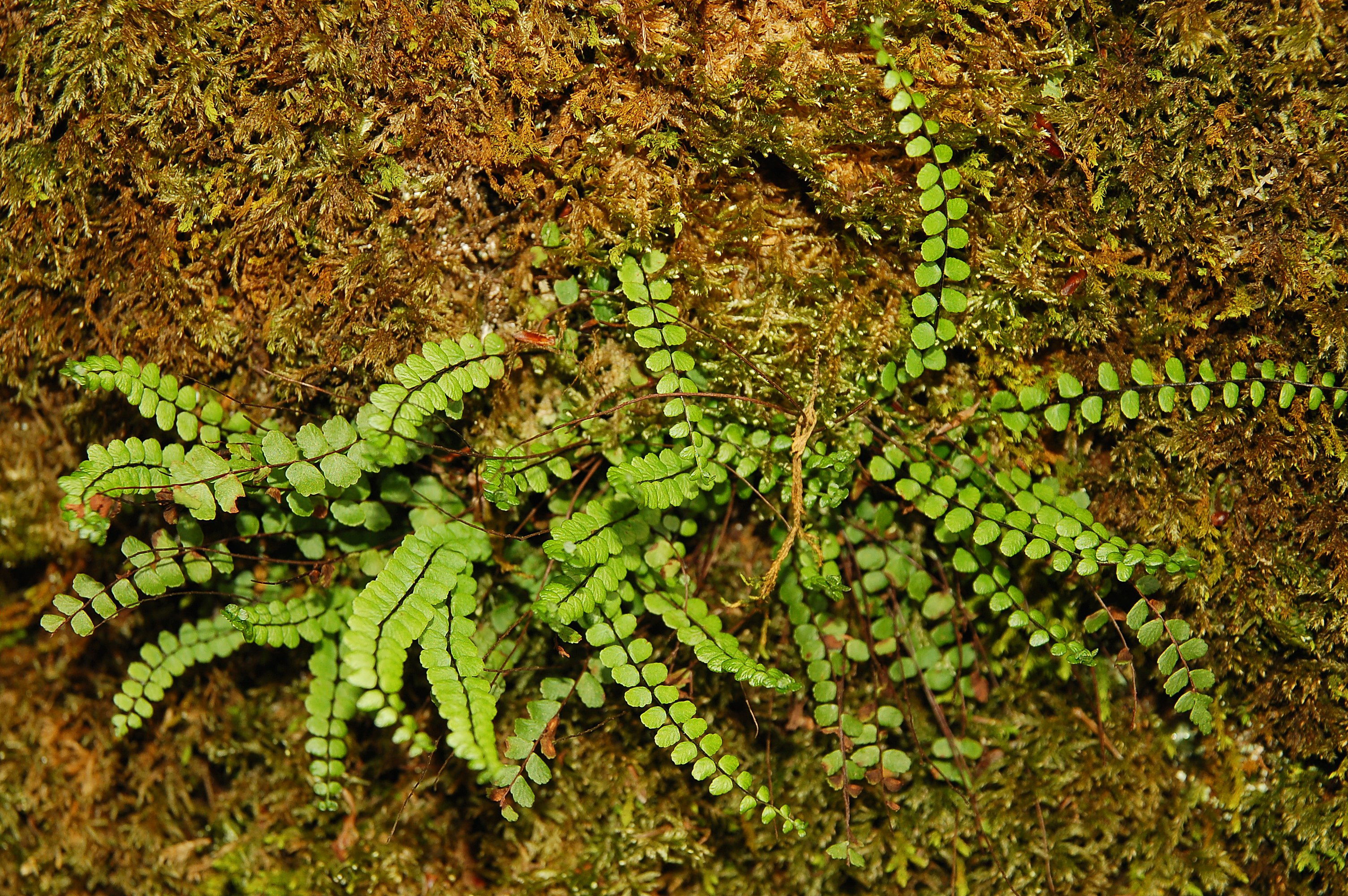
Réserve naturelle de Furfooz.
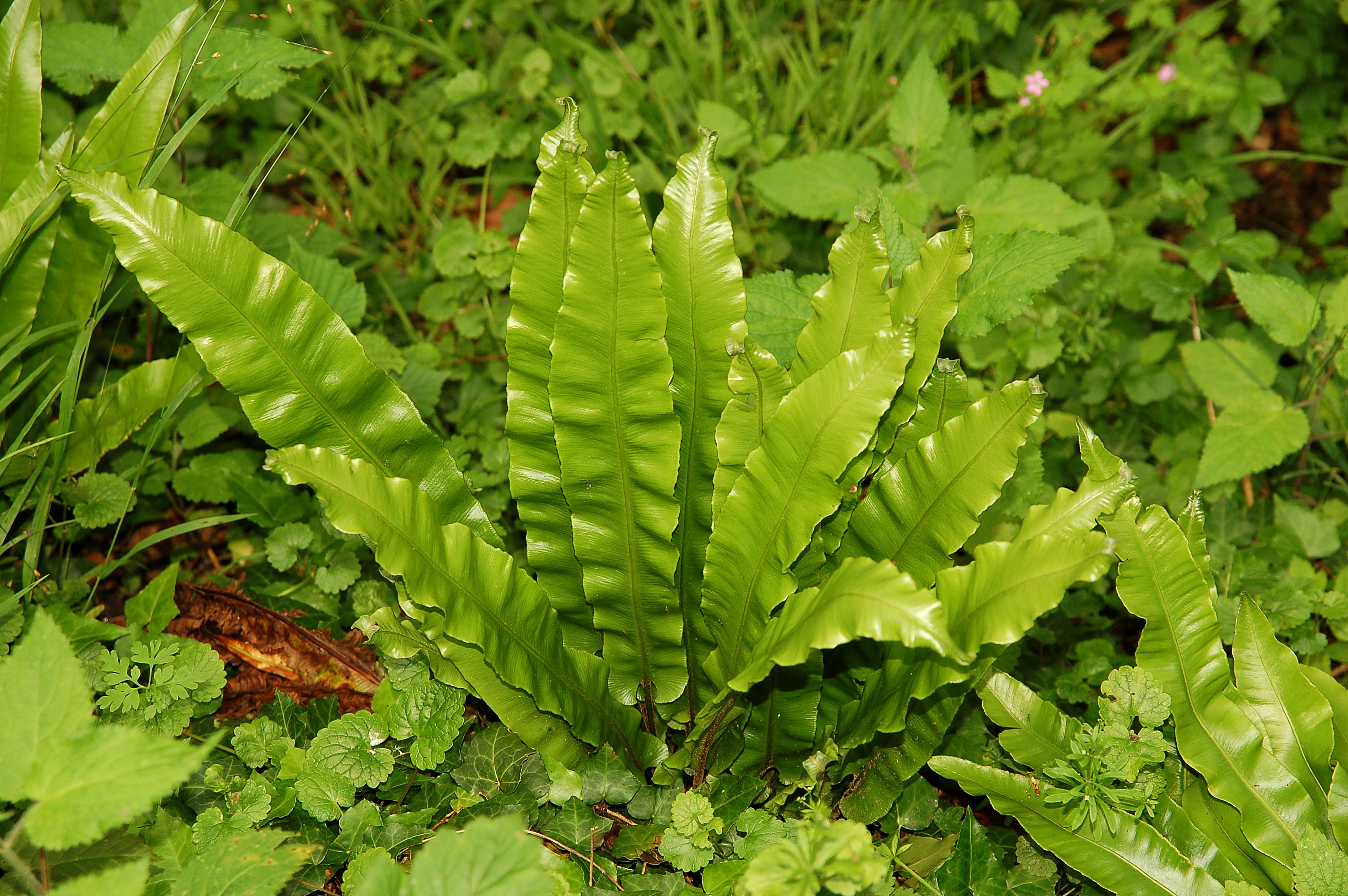
Réserve naturelle de Furfooz.
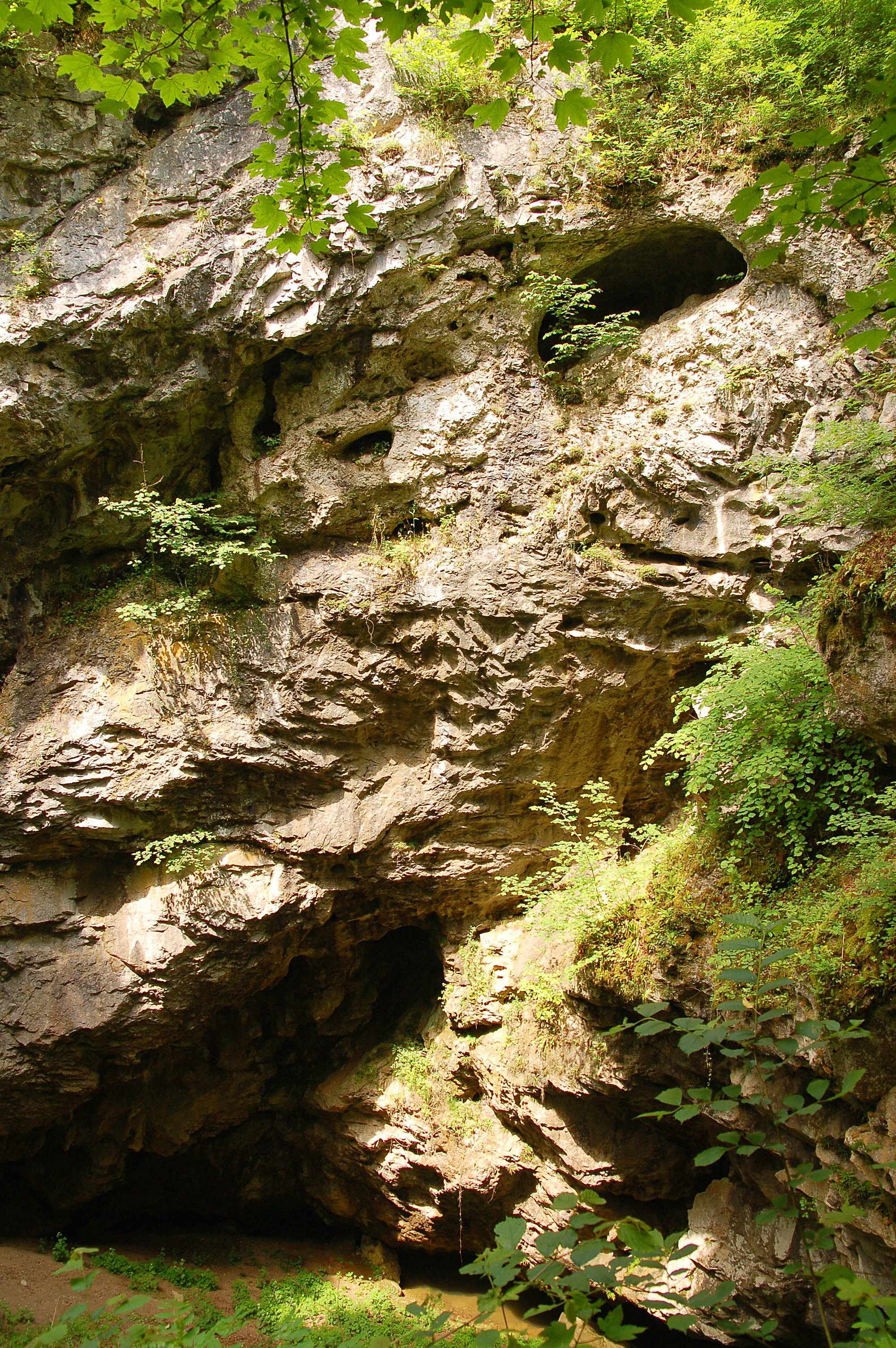
Réserve naturelle de Furfooz.

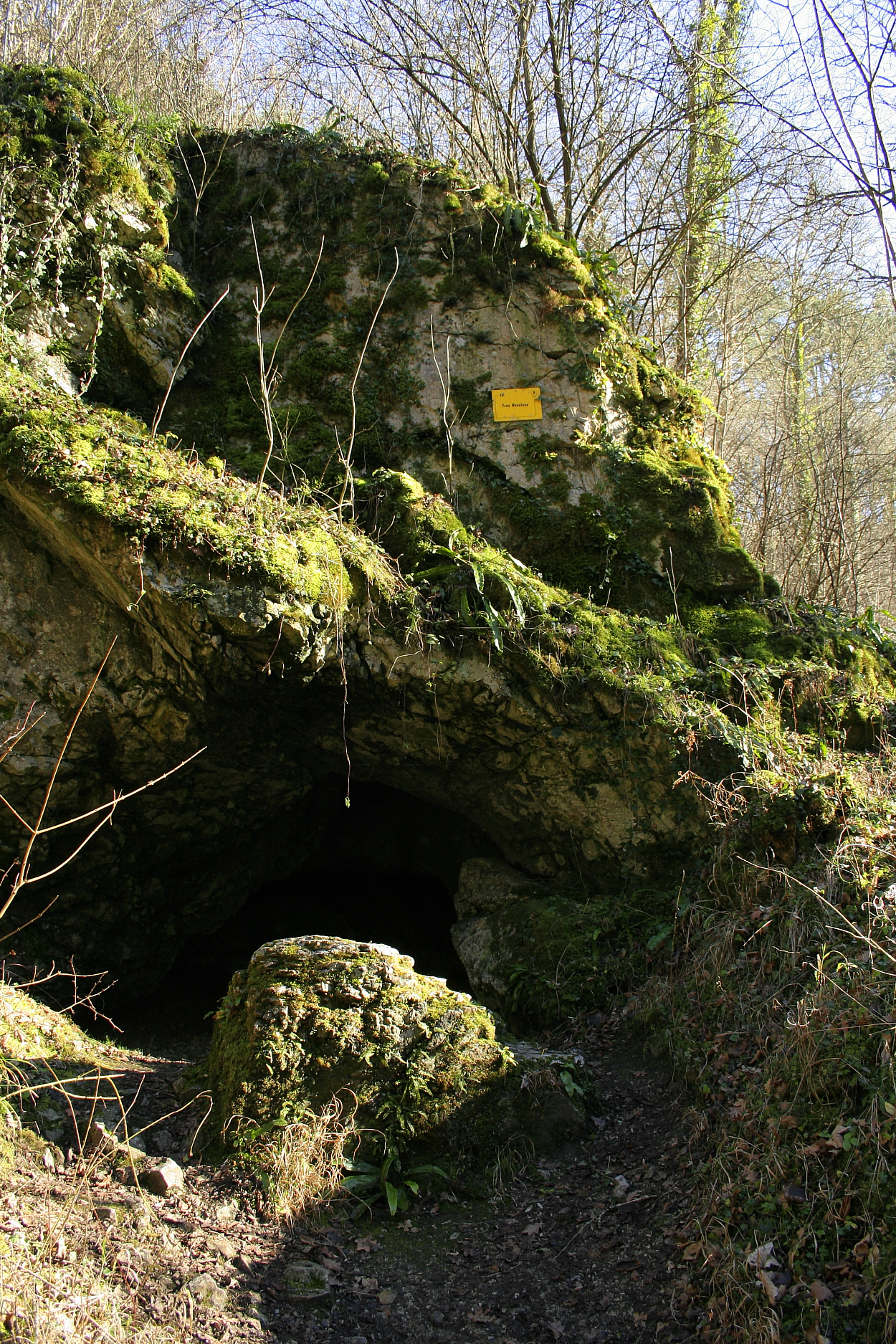
Le "Trou Reuviaux".
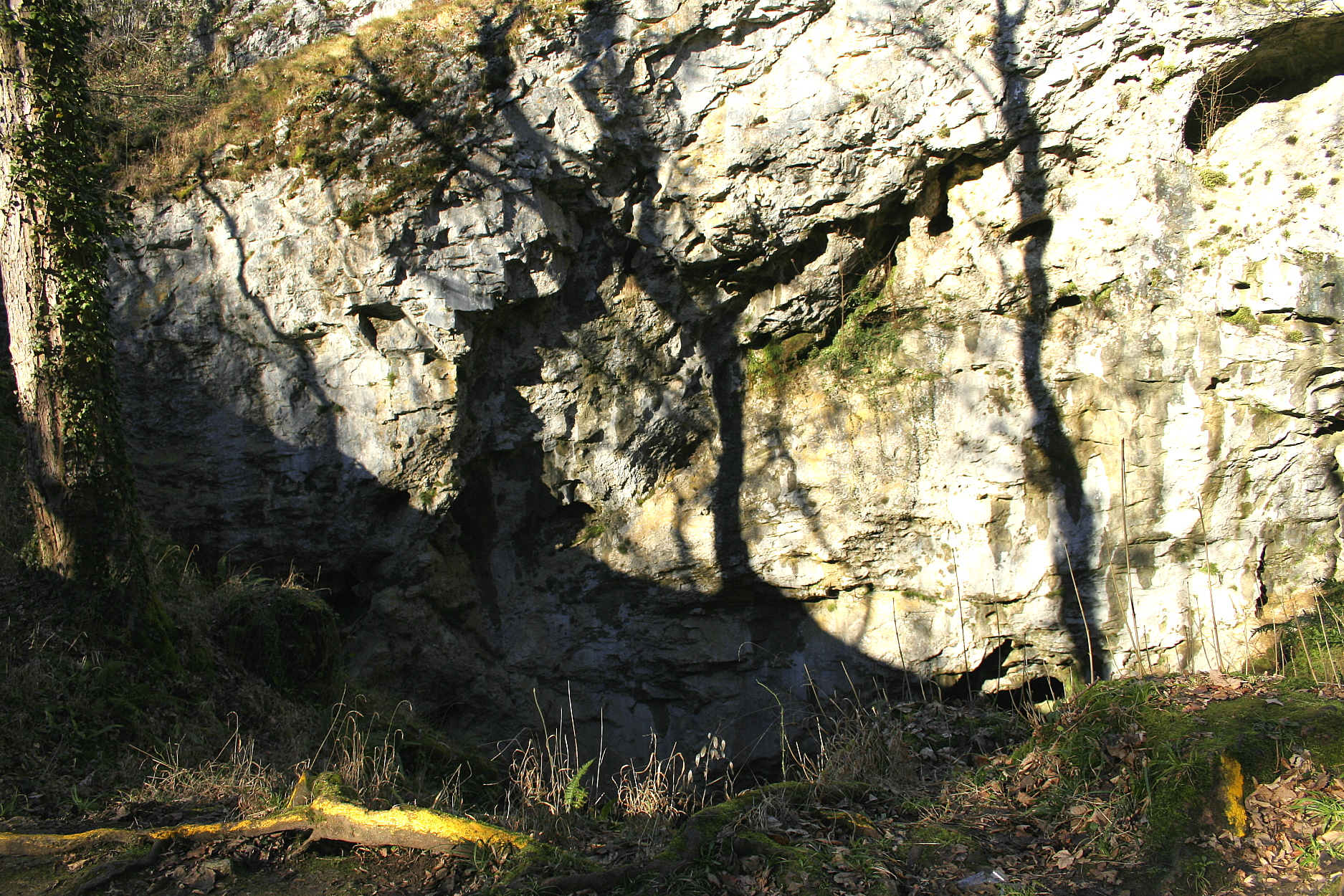
Puits des Vaux.
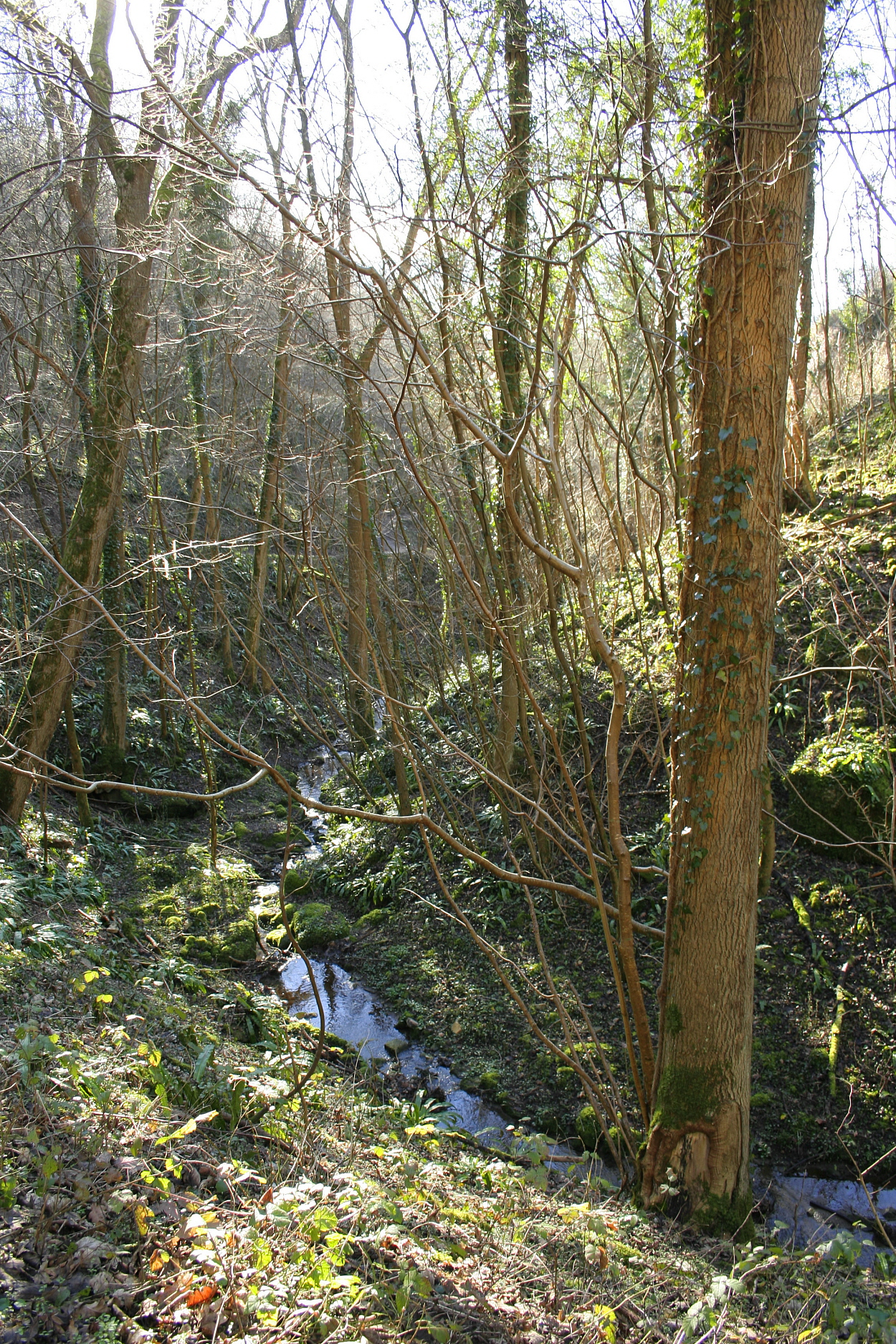
Ruisseau dans la réserve.